# Dycladia basimacula
Dycladia basimacula là một loài bướm đêm thuộc phân họ Arctiinae, họ Erebidae.